# Poet Anderson: The Dream Walker
Poet Anderson: The Dream Walker è un cortometraggio d'animazione prodotto da Tom DeLonge per accompagnare l'uscita dell'album The Dream Walker prodotto con gli Angels & Airwaves e pubblicato il 9 dicembre 2014. Il 22 ottobre 2014 venne pubblicato il primo trailer. Il progetto venne in mente a Tom DeLonge in una piovosa notte in un hotel parigino durante un tour europeo con i Blink-182. Il progetto venne pubblicato solo quindici anni più tardi grazie al contributo di 30 artisti provenienti da tutto il mondo.

## Trama
Poet Anderson: The Dream Walker racconta il viaggio di un eroe. Poet Anderson è un Sognatore Lucido, una persona dotata della consapevolezza in tempo reale di stare sognando. Le sue capacità uniche lo spingono ad esplorare un mondo oscuro e profondamente affascinante, dove non soltanto incontra la sua guida e il suo protettore, il Dream Walker, ma anche il suo peggiore incubo, il Night Terror. Quando la realtà e il mondo dei sogni collidono, Poet deve farsi coraggio e diventare l'eroe che è destinato ad essere.

## Presentazione
Il 14 novembre 2014 il cortometraggio è stato presentato in anteprima al Toronto International Short Film Festival vincendo il primo premio per il miglior film d'animazione.